# Pays-de-Montbenoît
Pays-de-Montbenoît es una comuna nueva francesa situada en el departamento de Doubs, de la región de Borgoña-Franco Condado.

## Historia
Fue creada el 1 de enero de 2025, en aplicación de una resolución del prefecto de Doubs de 25 de septiembre de 2024 con la unión de las comunas de Hauterive-la-Fresse, La Longeville, Montbenoît, Montflovin y Ville-du-Pont, pasando a estar el ayuntamiento en la antigua comuna de Montbenoît.

## Demografía
Según los datos aportados en la resolución del prefecto de Doubs, la comuna se crea con 1952 habitantes.

## Composición
| Comuna delegada     | Código INSEE | Población (2022) | Superficie (km²) | Densidad (hab./km²) |
| ------------------- | ------------ | ---------------- | ---------------- | ------------------- |
| Hauterive-la-Fresse | 25303        | 227              | 7.46             | 30                  |
| La Longeville       | 25347        | 844              | 15.66            | 54                  |
| Montbenoît          | 25390        | 399              | 5.03             | 79                  |
| Montflovin          | 25398        | 118              | 3.35             | 35                  |
| Ville-du-Pont       | 25620        | 326              | 15.02            | 22                  |